# Baba Yetu
Baba Yetu ("Padre nostro" in lingua swahili) è la sigla musicale del videogioco Civilization IV del 2005. È stata composta da Christopher Tin e, nella sua riedizione nell'album Calling All Dawns (2011), eseguita da Ron Ragin e dal Soweto Gospel Choir.
Questa versione è stata il primo brano tratto da un videogioco a vincere un Premio Grammy, nella categoria "Best Instrumental Arrangement Accompanying Vocalists".

## Testo
Il testo di "Baba Yetu" (che significa "Padre nostro") è una traduzione in lingua Swahili della preghiera cristiana del Padre nostro.
| Swahili | Italiano |
| "Baba Yetu" | "Baba Yetu" |
| --- | --- |
| Baba yetu, yetu uliye Mbinguni yetu, yetu amina! Baba yetu yetu uliye M jina lako e litukuzwe. Utupe leo chakula chetu Tunachohitaji, utusamehe Makosa yetu, hey! Kama nasi tunavyowasamehe Waliotukosea usitutie Katika majaribu, lakini Utuokoe, na yule, muovu e milele! Ufalme wako ufike utakalo Lifanyike duniani kama mbinguni. (Amina) | Padre nostro, che sei nei cieli. Amen! Padre nostro, sia santificato il tuo nome. Dacci oggi il nostro pane quotidiano, Rimetti a noi i nostri debiti, Come noi li rimettiamo ai nostri debitori. Non ci indurre in tentazione, ma liberaci dal male. Venga il tuo regno, sia fatta la tua volontà, In terra come in cielo. (Amen) |